# Adrien Willaert
Adrien Willaert, ou Adrian Willaert, né vers 1490 (probablement à Bruges, selon certaines sources ; à Rumbeke, près de Roulers, d'après d'autres) et mort à Venise le 7 décembre 1562, est un compositeur flamand (école franco-flamande) de la Renaissance. De 1527 à sa mort, il a occupé le poste de maître de chapelle de la basilique Saint-Marc de Venise.

## Biographie
Son prénom est orthographié de diverses manières dans les sources d'époque. La graphie la plus fréquente est « Adrian », mais on rencontre aussi « Adrien ». Par exemple, l'édition originale des Motetti novi & chanzoni franciose..., Venise, 1520, désigne le compositeur par « Adrien », sans nom de famille ou d'origine,. La seule source d'époque en néerlandais dont on dispose donne « Hadriaen ». Le nom « Willaert » apparaît lui aussi sous de nombreuses formes.
Il est né à Bruges ou à Rumbeke, et on ne sait rien de ses premières années. « Selon Gioseffo Zarlino, qui devait devenir son élève, Willaert aurait abandonné ses études de Droit à Paris pour suivre l'enseignement de Jean Mouton », compositeur de la cour de France au début du XVIe siècle. Il garde de cette période un goût pour la chanson française et certains traits stylistiques de sa musique.
Il entreprend un premier voyage à Rome vers 1515 et découvre avec étonnement que son motet Verbum bonum et suave est chanté par le chœur de la chapelle papale, qui attribue l'œuvre à Josquin des Prés. Quand il informe les responsables de leur erreur, ces derniers rejettent la composition. L'anecdote souligne combien le jeune Willaert possède un style encore tributaire de Josquin. 
En juillet 1515, il entre, comme chantre, au service de la cour du cardinal Hippolyte Ier d'Este à Ferrare, ecclésiastique qui voyage beaucoup et qui emmène Willaert jusqu'en Hongrie, où il séjourne entre 1517 et 1519. En 1520, à la mort du cardinal, Willaert entre au service du duc Alphonse Ier d'Este, dont il sera le maître de chapelle de 1522 à 1525, année où il suit Hippolyte II d'Este, neveu de son premier employeur, à Milan. 
La réputation de Willaert, comme musicien et compositeur, rayonne dans toute l'Italie. Aussi, en 1527, à l'instigation du doge Andrea Gritti, il est nommé maître de chapelle à la basilique Saint-Marc de Venise, poste prestigieux qu'il occupe jusqu'à sa mort, en 1562. Son influence devient alors très grande, car de nombreux compositeurs, venus de toute l'Europe, recherchent son enseignement érudit et exigeant, autant en chant que dans la science de la composition.
À sa mort, Willaert laisse plus de soixante-dix madrigaux italiens, environ soixante-cinq chansons françaises, plus de trois cent cinquante motets, une cinquantaine d'hymnes et de psaumes, ainsi que neuf messes où apparaît l'influence de Josquin des Prés et celle de son maître, Jean Mouton. Il est le créateur de l'école vénitienne (1550-1610) et compte parmi ses élèves toute une génération de musiciens, dont Cyprien de Rore, Claudio Merulo, Costanzo Porta, Francesco dalla Viola, Gioseffo Zarlino et Andrea Gabrieli. Il marque également de son influence l'œuvre de Roland de Lassus.
Dans son œuvre, Willaert accorde une place de choix au motet, où il « introduit dans sa technique certains procédés français, qui l'amènent à une déclamation précise, sans mélismes ni imitations. Il en vient de plus en plus à subordonner l'invention musicale aux sonorités et aux agencements des mots. Aussi ses contemporains prisaient-ils fort les puissants effets de sa musique ». Il fonde ainsi les bases du style polychoral vénitien, mais est également l'un des inventeurs du madrigal, genre auquel il a donné ses plus belles œuvres. 
Ses premiers madrigaux, déjà destinés à une société aristocratique réceptive aux subtilités des rapports entre le texte et la musique, sont souvent à quatre voix et reposent en grande partie sur une structure qui évoque les œuvres de Jacques Arcadelt et de Philippe Verdelot. Après 1540, Willaert travaille à un style plus personnel et rapproche la structure de ses madrigaux de celle qu'il emploie dans ses motets. Certaines compositions multiplient les références à des personnes ou des événements contemporains. Les derniers madrigaux, parus dans le recueil Musica Nova (1559) avec une série de motets, ont presque tous recours à des poèmes de Pétrarque et affirment sa « soumission aux raffinements sonores et expressifs du chromatisme italien ».
Son élève Gioseffo Zarlino le qualifiait de nouveau Pythagore.
Le peintre romantique Édouard Hamman a laissé un tableau, conservé au musée Old Masters de Bruxelles et intitulé La Messe d'Adrien Willaert (1854), qui représente l'artiste donnant un concert sacré devant le Doge de Venise.

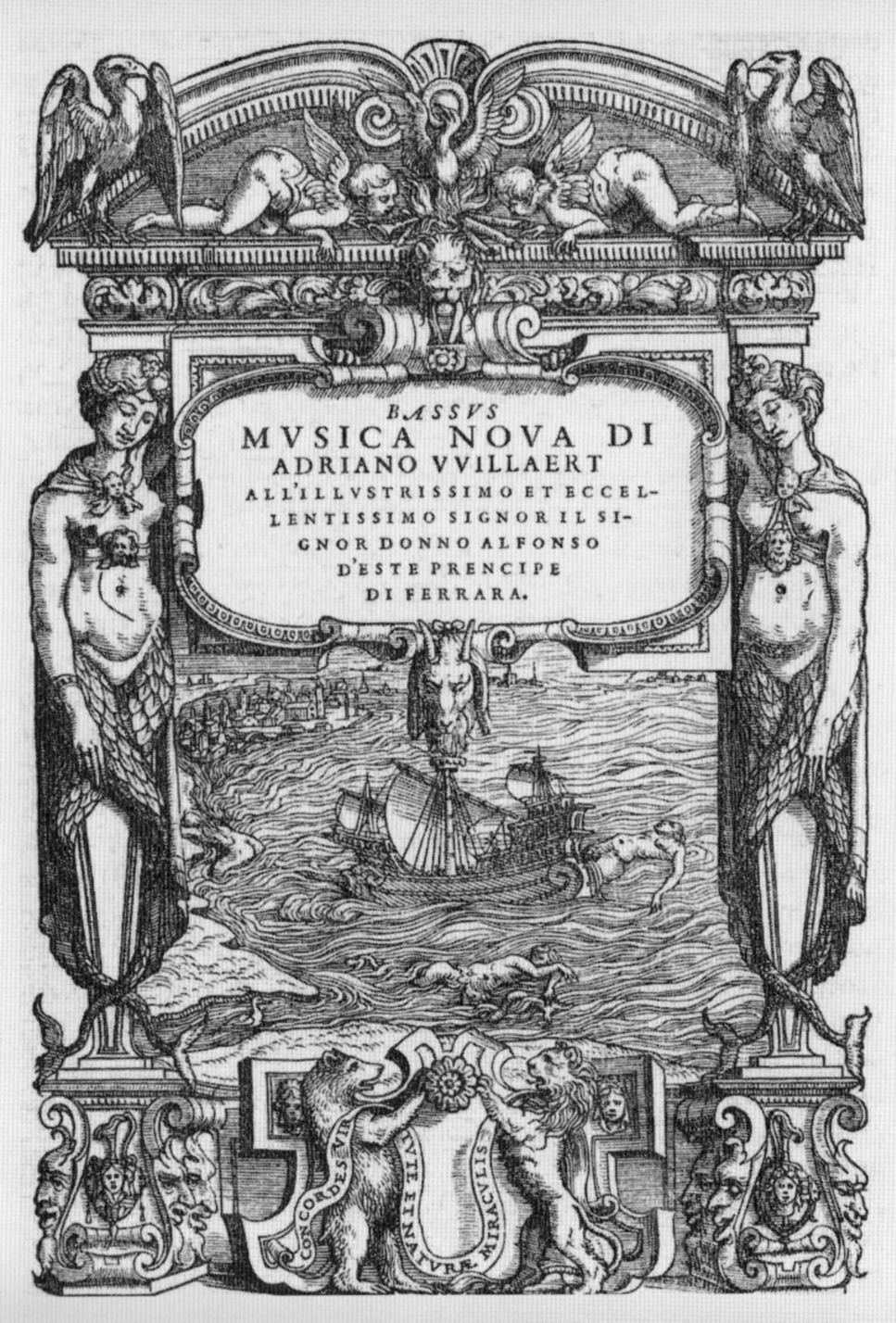
Frontispice du recueil Musica Nova (1559)

## Œuvres

### Musique sacrée

#### Messes
- Messe Christus resurgens à 4 voix
- Messe Gaude, Barbara à 4 voix
- Messe Laudate Deum à 4 voix
- Messe Osculetur me à 4 voix
- Messe Queramus cum pastoribus à 4 voix (deux versions ; la première d'attribution douteuse)
- Messe Benedicta es, à 5 voix (attribution douteuse)
- Messe mi-ut-mi-sol à 5 voix
- Messe Mente tota, à 6 voix
- Messe Mittit ad virginem, à six voix

#### Motets
- Motet Verbum bonum et suave à 5 voix dans le recueil La Corona, 4e libro (1519)[8]
- 55 motets à 5 voix dans Musica quatuor vocum […] liber primus, liber secundus (1539)
- 23 motets à 6 voix dans Musica quinque vocum […] liber primus (1539)
- 15 motets à 6 voix dans Musicorum sex vocum […] liber primus (1542)
- 33 motets de 4 à 7 voix dans Musica Nova (1559), recueil qui contient également des madrigaux sur des textes de Pétrarque (voir infra.)
- 39 motets dans divers recueils collectifs, dont Libro primo de la Fortuna (1530), Secundus liber cum quinque vocibus (Lyons, 1532), Fior de Motetti (Venise, 1539) et Motetti de la Simia (Ferrare, 1539)
- 28 motets d'attribution douteuse ou erronée
- 8 motets perdus

#### Autres compositions sacrées
- Kyrie Cunctipotens genitor, à 4 voix
- Un cycle de lamentations dans Psalmorum selectorum a praestantissimis musicis in harmonia quatuor et quinque vocum redactorum (1538)
- 25 hymnes dans Hymnorum musica secundum ordinem romanae ecclesiae (1542)
- Salmi spezzati à 8 voix (1550)
- 14 psaumes dans Psalmi Vespertini - I salmi appertinenti alli vesperi per tutte le feste dell’anno pour 4 à 8 voix (1550), recueil d'œuvres sacrées de Willaert et de Jachet de Mantoue (réédition en 1557)
- 35 psaumes et autres chants sacrés dans I sacri e santi salmi che si cantano a Vespro e Compienta (1555)
- Adriano Willaert sacri et santi Salmi che si cantano a vespro et compietà, con li suoi hymni, responsori et Benedicamus, a un choro et a quattro voci ; con doi Magnificat (1571)
- 9 hymnes autographes sur des manuscrits
- Une Passion selon saint Jean
- 11 compositions d'attribution douteuse, incluant des psaumes et un Magnificat

### Musique profane

#### Madrigaux
- 5 madrigaux dans Il secondo libro de Madrigali di Verdetto insieme con alcuni altri bellissimi madrigali di Adriano, et di Contanti Festa (1536)
- 8 madrigaux dans Di Verdelot tutti li Madrigali del primo, e secundo libri [...] Aggiuntovi ancora altri Madrigali compostida Messer Adriano Willaert (1540)[9]
- Libro primo de Madrigali a cinque voci (1548)
- Il terzo libro de madrigali a cinque voce (1548)
- 25 madrigaux dans Musica Nova (1559), recueil notoire publié à Venise par l'éditeur Antonio Gardano, qui inclut des motets et des madrigaux à 4, 5, 6 et 7 voix sur des poèmes de Pétrarque

#### Autres compositions vocales profanes
- Motetti novi e chanzoni franciose a quatro sopra doi (1520), recueil collectif incluant des motets et des chansons françaises de Wilaert
- 14 canzonette et villanelle dans Canzone villanesche alla napolitana (1545)
- 20 chansons françaises dans La Couronne et Fleur des chansons à troys (1536)
- 24 chansons françaises dans Mellange de chansons tant des vieux autheurs que des modernes (1572)
- 19 compositions, dont des madrigaux, dans divers recueils
- 20 compositions d'attribution douteuse
- 15 chansons d'attribution douteuse ou erronée sur des textes italiens
- 9 chansons d'attribution douteuse ou erronée sur des textes allemands
- 1 chanson à six voix, mentionnée par Gioseffo Zarlino en 1558 (perdue)

#### Musique instrumentale
- 13 ricercare à 3 voix
- 9 ricercare à 4 voix (dont 2 d'attribution douteuse)
- Fantasie o Ricercare d'all' eccellentis (1549), recueil d'œuvres instrumentales de divers compositeurs dont Willaert et Cyprien de Rore

## Hommages
L'astéroïde (7620) Willaert est nommé en son honneur.

## Discographie
- Adrian Willaert, The Petrarca Madrigals, Singer Pur, CD, Oehms (2009) (OCLC 811459103)
- Adrian Willaert, Missa "Mente Tota" & Motets, Cinquecento, CD, Hyperion (2010) (OCLC 635519040)
- Adrian Willaert, The Motets, Singer Pur, CD, Oehms (2011) (OCLC 906564267)
- Adriaen Willaert, Chansons, Madrigali, Villanelle, Romanesque, dir. Philippe Malfeyt, CD, Ricercar (2012) (OCLC 936670688)
- Adriaen Willaert, Vespro della beata Vergine, Capilla Flamenca, dir. Dirk Snellings, CD, Ricercar (2012) (OCLC 906565275)